# Театр абсурда (альбом)
Театр абсурда — восемнадцатый музыкальный альбом, записанный и выпущенный рок-группой «Пикник» в 2010 году. По некоторым сведениям, изначально альбом планировали выпустить только в следующем году, но вышел он гораздо раньше — 7 апреля 2010 года. На песню «Кукла с человеческим лицом» снят клип.

## Список композиций
| №   | Название                              | Длительность |
| --- | ------------------------------------- | ------------ |
| 1.  | «Театр абсурда»                       | 3:46         |
| 2.  | «Кукла с человеческим лицом»          | 3:53         |
| 3.  | «Не в опере Венской…»                 | 3:49         |
| 4.  | «Фетиш»                               | 5:04         |
| 5.  | «Карлик Нос»                          | 4:38         |
| 6.  | «Урим Туммим»                         | 3:39         |
| 7.  | «Русы косы, ноги босы»                | 4:02         |
| 8.  | «Уйду — останусь (слова А.Шклярская)» | 3:12         |
| 9.  | «Дикая певица»                        | 5:16         |
| 10. | «Начало игры (инструментал)»          | 3:00         |
| 11. | «И смоется грим…»                     | 2:19         |

## Участники записи
- Эдмунд Шклярский — вокал, гитара
- Марат Корчемный — бас-гитара
- Станислав Шклярский — клавишные
- Леонид Кирнос — ударные

## А также
- Директор группы: В. Сафронов
- Фото: И. Колбасов, А. Федечко
- Отдельная благодарность: В. Титову